# Либби, Скутер
И. Льюис «Скутер» Либби (англ. I. Lewis «Scooter» Libby; род. 22 августа 1950) — американский адвокат и бывший советник вице-президента Дика Чейни.
Либби работал в администрациях Рональда Рейгана и Джорджа Буша-старшего. В администрации Буша-младшего был начальником аппарата вице-президента Дика Чейни, советником вице-президента по национальной безопасности и советником президента. Он имел большое закулисное влияние и играл ключевую роль в разработке внешней политики США.
В 2005 году Либби был обвинен в лжесвидетельстве по делу о разглашении имени секретного агента ЦРУ Валери Плейм. В 2007 году суд признал Либби виновным и приговорил его к двум с половиной годам тюрьмы, однако смог избежать заключения благодаря вмешательству президента Буша.

## Биография
Ирве (по другим источникам — Ирв, Ирвинг) Льюис Либби-младший (Irve/Irv/Irving Lewis Libby, Jr.) родился 22 августа 1950 года в городе Нью-Хэйвен (штат Коннектикут, США). Рос во Флориде. В детстве получил прозвище, которое сохранилось за ним на всю жизнь: Scooter (от английского глагола to scoot — «стремительно бегать»). По наиболее распространенной версии, так Либби назвал отец, увидев, как сын бегает по своей детской кроватке.
Среднее образование Либби получил в элитной Академии Филлипса в Андовере (Phillips Andover Academy), штат Массачусетс, которую окончил в 1968 году. Затем поступил в Йельский университет, в 1972 году получил диплом бакалавра с отличием. Одним из преподавателей Либби в Йеле был Пол Вулфовиц (Paul Wolfowitz), в будущем — известный государственный деятель-неоконсерватор, председатель Всемирного банка. Учёбу Либби продолжил в школе права Колумбийского университета, в 1975 году получил степень доктора права.
Успешно занимался юридической практикой в Филадельфии. С приходом в Белый дом Рональда Рейгана Вулфовиц, ставший помощником государственного секретаря, в 1981 году пригласил бывшего ученика на работу в Государственный департамент. Либби сперва был сотрудником аппарата стратегического планирования в канцелярии государственного секретаря, а с 1982 года — директором отдела специальных проектов в бюро Госдепа по восточно-азиатским и тихоокеанским делам. Один из источников сообщает, что Либби первоначально занимался написанием речей для Вулфовица. В Госдепе Либби проработал до 1985 года, а затем вернулся к частной практике.
С началом работы администрации Джорджа Буша-старшего в 1989 году Либби возвратился на государственную службу. До 1993 года он был помощником Вулфовица, занявшего пост заместителя министра обороны. На Либби, который предлагал наращивать военную мощь США до уровня, исключающего соперничество со стороны других стран, обратил благосклонное внимание министр обороны, будущий вице-президент Ричард Чейни. Вулфовиц и Либби были недовольны тем, что в ходе войны в Персидском заливе не был свергнут иракский режим Саддама Хусейна, и составили проект документа, названного «Руководством по оборонному планированию» (Defense Planning Guidance). В «руководстве» излагались принципы внешнеполитической стратегии упреждающего действия.
Когда Буш-старший уступил президентское кресло демократу Биллу Клинтону, Либби занялся частной практикой в Вашингтоне. Он получил статус управляющего партнёра в вашингтонском офисе международной компании Dechert, Price & Rhoads. Одним из клиентов Либби был скандально известный предприниматель Марк Рич (Marc Rich), бежавший от американского правосудия за границу и помилованный Клинтоном в 2001 году. Либби вел дела Рича с 1985 по 2000 год.
Помимо юридической и государственной карьеры, Либби известен как писатель. В 1996 году он выпустил остросюжетный роман-бестселлер «Подмастерье» (The Apprentice), действие которого происходит в начале XX века в Японии и над которым автор работал примерно двадцать лет.
Либби был одним из тех, кто в 1997 году участвовал в создании «Проекта нового американского столетия» (Project for the New American Century). Целью этого консервативного «мозгового треста» стало обеспечение глобального лидерства США. Перед президентскими выборами 2000 года, когда претендентом на президентский пост стал Джордж Буш-младший, была сформирована команда «ястребов», которая консультировала его по вопросам внешней политики и безопасности и получила название «Вулканы» (The Vulcans): в неё, в частности, вошли Кондолизза Райс, Доналд Рамсфелд и Вулфовиц. К этой группе примкнул и Либби.
На выборах 2000 года Буш-младший одержал победу, баллотировавшийся с ним в связке Чейни был избран на вице-президентский пост. Он вспомнил о бывшем подчиненном и назначил Либби главой своего аппарата. Кроме того, Либби занял в новой администрации пост советника вице-президента по национальной безопасности и получил ранг советника президента. О ключевой роли Либби в формировании внешней политики США свидетельствует тот факт, что в 2005 году, когда Кондолизза Райс стала госсекретарем, помощника Чейни называли в числе немногих кандидатов на освободившееся место советника президента по национальной безопасности.
В своем новом качестве Либби был далек от публичности, однако его называли самым влиятельным начальником аппарата самого влиятельного вице-президента в истории США. По мнению исследователей, Либби так или иначе участвовал в принятии почти всех основополагающих решений администрации Буша-младшего. Журналисты окрестили Либби «Диком Чейни Дика Чейни» (Dick Cheney’s Dick Cheney), сравнивая его роль со скрытым влиянием вице-президента на Буша.
Помощник вице-президента предпочитал, чтобы цитаты из его высказываний не попадали в прессу, но, как позднее выяснилось, он регулярно контактировал с журналистами, не называя свою должность и прикрываясь характеристиками вроде «бывший сотрудник аппарата Конгресса». Одно из немногих интервью Либби датируется 2002 годом — оно было дано известному телеведущему Ларри Кингу в связи с выходом второго издания «Подмастерья». В беседе с Кингом Либби восторженно высказался о личности вице-президента, «одного из умнейших и благороднейших людей».
В период после террористических актов 11 сентября 2001 года Либби оказался в числе активных сторонников нападения на Ирак. Здесь пригодились его старые разработки: идея упреждающих ударов легла в основу внешней политики США. Глава аппарата вице-президента, который активно занимался вопросами энергетики, биологического оружия и борьбы с терроризмом, выступил одним из авторов предъявленных Саддаму обвинений в разработке оружия массового уничтожения и связях с террористами из группировки «Аль-Каеда». Либби непосредственно занимался подготовкой некоторых свидетельств вины Саддама, которые позднее оказались ложными.
Перед началом войны Чейни, заместитель министра обороны Вулфовиц и Либби наиболее активно толкали Буша к нападению на Ирак, а в период послевоенного урегулирования, как утверждают некоторые противники Либби, он встречался с руководством Пентагона незадолго до того, как контракт на послевоенную реконструкцию нефтяных месторождений Ирака получила Halliburton — компания, с которой самым тесным образом был связан Чейни.
В 2005 году карьера Либби в американской администрации подошла к концу, 28 октября ему пришлось подать в отставку. В этот день ему были предъявлены пять обвинений в уголовных преступлениях, которые характеризуются в США как тяжкие: лжесвидетельство (два пункта обвинений), препятствование правосудию (один пункт) и ложь представителям федеральной власти (ещё два пункта). Речь шла о скандально известном деле Валери Плейм. 31 октября 2005 года Чейни назначил преемников Либби. Начальником аппарата вице-президента стал Дэвид Аддингтон (David Addington), а советником вице-президента по национальной безопасности — Джон Ханна (John Hannah).
Начало делу Плейм было положено в 2003 году. Тогда несколько американских изданий опубликовали статьи, в которых раскрывалось имя секретного агента ЦРУ Валери Плейм (Valerie Plame). Муж Плейм, бывший посол США в ряде стран Джозеф Уилсон (Joseph Wilson), ранее получил известность как критик иракской политики правительства, и утечку информации наблюдатели сочли местью со стороны администрации.
Дело Плейм нанесло серьёзный урон репутации Белого дома. В качестве предполагаемых виновников утечки изначально называли Либби и главного политического стратега Буша Карла Роува. Как уже было сказано, Либби оказался подсудимым и отправился в отставку, а Роув сумел сохранить свою должность. В апреле 2006 года материалы по делу Плейм были переданы в суд. Либби утверждал, что утечка информации была санкционирована его начальством, в том числе самим президентом.
Фактически никто не был привлечен к ответственности за утечку как таковую: обвинения против Либби были связаны только с его ложными показаниями. Тем не менее, процесс против Либби, как правило, рассматривался в широком контексте иракской политики администрации Буша. Когда в январе 2007 года начались судебные слушания, защита объявила, что правительство использует Либби как «жертвенного агнца», дабы защитить от правосудия Роува.
26 февраля 2007 года одна из присяжных, которым предстояло решить судьбу Либби, была отозвана судьей, так как получила некую информацию, грозящую объективности её оценок. Оставшиеся одиннадцать присяжных 6 марта вынесли обвинительный вердикт по четырём пунктам обвинения. 5 июня 2007 года суд огласил приговор — два с половиной года тюремного заключения. Кроме того, Либби было предписано выплатить штраф в размере 250 тысяч долларов. 2 июля, после того, как федеральный апелляционный суд отклонил прошение адвокатов Либби о пересмотре дела, президент Буш своим указом смягчил осужденному наказание. Либби предстояло выплатить штраф и отбыть двухлетний условный срок, заключения в тюрьму он избежал.
13 апреля 2018 года президент США Дональд Трамп формально помиловал Либби.

## Личная жизнь
Либби женат на Харриет Грант. У них есть двое детей.
Либби исповедует иудаизм.